# Walter Matysiak
Walter Ernst Fritz Matysiak (* 28. April 1915 in Schweidnitz (Schlesien); † 17. Februar 1985 in Konstanz) war ein deutscher freischaffender Maler und Grafiker. Er selbst bezeichnete sich nur ungern als Maler; vielmehr sah er sich als „Bildermacher“.

## Leben
Walter Matysiak wurde am 28. April 1915 in einfachen Verhältnissen geboren. Sein Vater Anton betrieb ein Malergeschäft, seine Mutter Martha, geborene Falkenheim, wäre gerne Handarbeitslehrerin geworden. In den für die Handwerkerfamilie harten Nachkriegsjahren kam der zweite Sohn, Arno Matysiak (* 1924 in Schweidnitz; † 1942 an der russischen Front, Woronesch), zur Welt.
Im Alter von 14 Jahren begann Matysiak eine Lehre als Dekorationsmaler bei seinem Vater, da ihm der Schulbesuch zunehmend schwer fiel. Im zweiten Lehrjahr erhielt er Unterricht bei einem Kunstmaler in Breslau. Während dieser Zeit besuchte er erstmals eine Ausstellung mit Werken Paul Klees, wo er u. a. das Aquarell Die Zwitscher-Maschine sah, das er später als eines seiner Lieblingsbilder bezeichnete. 
Um der Arbeitslosigkeit in Schweidnitz zu entgehen, verpflichtete er sich 1934 freiwillig zum Arbeitsdienst im oberbayrischen Laufen. Damit kam er auch seinem Sehnsuchtsziel, der Akademie der Bildenden Künste München, etwas näher, für die er 1935 zugelassen wurde. Zugleich besuchte er in München die Staatsschule für angewandte Kunst, wo er bei Josef Hillerbrand lernte. Da er 1936 zum Militärdienst eingezogen wurde, konnte er nur drei Semester studieren, für den Abschluss seiner Studien durfte er im Wintersemester 1940/41 noch einmal nach München zurückkehren. Insgesamt verbrachte er neun Jahre als Angehöriger der Deutschen Wehrmacht, sieben als Infanterist im Osten und zwei in amerikanischer Kriegsgefangenschaft. 1943 heiratete er die Säuglingskrankenschwester Renate Krull, mit der er vier Kinder hatte. Im selben Jahr beteiligte er sich erstmals an einer Ausstellung im Kunstverein München.
1946 machte er sich als Maler und Grafiker selbstständig. Ab 1948 war er für die Firma Pausa in Mössingen als Musterentwerfer tätig. Dort lernte er u. a. HAP Grieshaber und Willi Baumeister kennen, die ebenfalls Textilmuster für Pausa entwarfen. 1955 warb ihn das traditionsreiche Konstanzer Textilunternehmen Herosé ab. Der Umzug an den Bodensee wirkte sich positiv auf seine künstlerische Präsenz aus: Seine Werke wurden zunächst in einer Weihnachtsausstellung des Konstanzer Kunstvereins gezeigt, drei Jahre später zeigte die Städtische Wessenberg-Galerie in Konstanz eine erste Einzelausstellung. Nebenbei arbeitete er als Illustrator, Karikaturist und Cartoonist für den Südkurier und das Schweizer Satiremagazin Nebelspalter. 1962 trat er der Künstlervereinigung „Der kleine Kreis“ bei, aus der er 1965 wieder austrat. 
Als einziger südwestdeutscher Maler war er in der Ausstellung „Deutsche Malerei 1963“ in Wil (Kanton St. Gallen) vertreten. Von 1965 bis 1975 lehrte er an der privaten Bodensee-Kunstschule in Konstanz „freies und angewandtes Zeichnen und Malen“ sowie „graphische Techniken“. Danach entschloss er sich, ausschließlich vom Erlös seiner Bilder zu leben und unterhielt neben seinem Konstanzer Atelier zeitweise Ateliers in Wil (St. Gallen), Carona (Tessin) und Mössingen. Matysiak stellte im Laufe seines Künstlerdaseins u. a. in Paris, München, Zürich, Basel, Stuttgart, Karlsruhe, Frankfurt am Main, Konstanz, St. Gallen, Winterthur und Wil aus. Am 17. Februar 1985 starb Walter Matysiak in Konstanz.

## Werk
Walter Matysiak war ein Poet mit Pinsel und Farbe und ein höchst produktiver Künstler, der die altmeisterliche Technik virtuos beherrschte. Seine Werke bestechen „durch seine grenzenlose Phantasie, seine sprudelnden Einfälle, seine fast übermütige Lust am Fabulieren, am Erfinden seltsamster Erscheinungen und Erzählungen.“  Intensiv setzte er sich mit von ihm bewunderten Künstlern wie Paul Klee, Lyonel Feininger oder Joan Miro auseinander. 
Urs von Schroeder unterteilt sein Werk in „imaginäre“ und „lustige“ Bilder. Viele von Matysiaks Gemälden und Grafiken bestechen durch ihren Humor, doch oftmals verbirgt sich dahinter eine ernste Ebene. Er scheute sich auch nicht, tabuisierte Themen wie Sexualität, Korruption oder Krieg in sein Werk einzubinden. Die von ihm angewandten Techniken waren Ölmalerei, Aquarell, Tempera, Tuschfeder und -pinsel, Farbstift, Bleistift, Kaltnadelradierung, Holz- und Linolschnitt und Mischformen. 
Sein facettenreiches Œuvre vereint Widersprüchliches und Kontraste, ist sowohl figurativ wie abstrakt. Dabei ist sein Schaffen stilistisch nur schwer einzuordnen: Er griff Elemente des Illusionismus, Kubismus und Surrealismus auf und irritiert den Betrachter, indem er Stilelemente in oft grotesker Art und Weise verband. Von einer eigentlichen Entwicklung kann daher nicht gesprochen werden, vielmehr variierte Matysiak ebenso unbefangen wie gekonnt Stile und Motive.

## Publikationen

### Einzelveröffentlichungen
- Ein Torero, Generäle und Bienen. (Seekreis Verlag Konstanz, o. J.)
- Mensch und Tier. (Selbstverlag, o. J.)
- 53 × Walter Matysiak. (Mappe im Selbstverlag, 1976)
- Walter Matysiak mit seinen Säckeltieren. (Buchdruckerei Hauser, Bürglen 1985)

### Buchillustrationen
- Marianne Glückner-Bornewasser: Verzauberte Welt. Zwölf Kindermärchen. (Glöckner Verlag Bonn, 1948)
- P.C. Ettighofer: Servus Kumpel. Als Landstreicher durch Städte, Dörfer und Herbergen. (Glöckner Verlag Bonn, 1949)
- Alfred Wettach: Leids und Gfreuts. (Zollikofer Fachverlag, St. Gallen 1977)
- Alfred Wettach: Mit tierischem Ernst (E. Z. Editions, Zürich 1983)
- Hans Brügelmann: Kinder auf dem Weg zur Schrift. (Faude Verlag, Konstanz 1983)
- Ernst Peter Fischer: Die Welt im Kopf. (Faude Verlag, Konstanz 1985)
- Illustrationen und Cartoons für Zeitschriften und Zeitungen, darunter >>Südkurier<< (Konstanz) und >>Nebelspalter<< (Rorschach)

## Ausstellungen
- 1943: Kunstverein München (Beteiligung)
- 1957: 10. Singener Kunstausstellung (Beteiligung)
- 1958:	Kunstverein Konstanz
- 1962: „Der Kleine Kreis“ (Altstätten und Konstanz) (Beteiligung)
- 1965:	Hof-Galerie Wil SG (CH)
- 1969:	Albertus-Magnus-Haus (Konstanz); Katakomben-Galerie Feldkirch (A) (Beteiligung)
- 1972: Galerie Petite Wil (CH); International Artist Centre Pfäffikon (CH)
- 1974:	Galerie „19 A“ Stuttgart; Galerie Rösslitor St. Gallen (CH)
- 1975:	Wiler Altstadt
- 1976:	Kleine Galerie Singen;	Galerie „b.“ Karlsruhe
- 1981:	Paulusgalerie Albstadt;	Galerie Vayhinger, Möggingen (mit Schülern)
- 1982:	Kornhaus-Galerie Rorschach (CH)
- 1984: Galerie Team Basel (CH)
- 1986: Gedächtnisausstellung Kunstverein Konstanz
- 1998: Städtische Wessenberg-Galerie Konstanz (Beteiligung)
- 2015: Städtische Wessenberg-Galerie Konstanz